# Varese Football Club 1960-1961
Questa pagina raccoglie le informazioni riguardanti il Varese Football Club nelle competizioni ufficiali della stagione 1960-1961.

## Rosa
| N. |                   | Ruolo | Calciatore          |
| -- | ----------------- | ----- | ------------------- |
|    | Italia (bandiera) | C     | Vittorio Bianchi    |
|    | Italia (bandiera) | D     | Umberto Boniardi    |
|    | Italia (bandiera) | D     | Gerolamo Calegari   |
|    | Italia (bandiera) | P     | Ferruccio Curti     |
|    | Italia (bandiera) | P     | Bruno Fornasaro     |
|    | Italia (bandiera) | A     | Giuseppe Galimberti |
|    | Italia (bandiera) | A     | Giuseppe Lazzaroni  |
|    | Italia (bandiera) | D     | Pietro Lomazzi      |
|    | Italia (bandiera) | A     | Benito Lorenzi      |
|    | Italia (bandiera) | C     | Giuseppe Margnini   |

| N. |                   | Ruolo | Calciatore        |
| -- | ----------------- | ----- | ----------------- |
|    | Italia (bandiera) | C     | Giampiero Mutti   |
|    | Italia (bandiera) | C     | Giovanni Omini    |
|    | Italia (bandiera) | D     | Luigi Ossola      |
|    | Italia (bandiera) |       | Pagnoncelli       |
|    | Italia (bandiera) | D     | Cesare Sonzini    |
|    | Italia (bandiera) | A     | Ugo Trabattoni    |
|    | Italia (bandiera) | D     | Antonio Turri     |
|    | Italia (bandiera) | A     | Alberto Valsecchi |
|    | Italia (bandiera) | C     | Gaetano Villa     |
|    | Italia (bandiera) | C     | Angelo Volpato    |